# Каратау (Каракалпакстан)
Каратау (Каракалп. Qarataw, узб. Karatau/Каратау) — посёлок городского типа в Каракалпакстане, Узбекистан. Административно подчинён администрации города Нукуса. Посёлок расположен на берегу Амударьи напротив пгт Джумуртау.
Статус посёлка городского типа с 1964 года.
В посёлке расположены предприятия промышленности строительных материалов.

## Население
| 1970 | 1979 | 1989 |
| ---- | ---- | ---- |
| 1100 | 1604 | 2094 |